# Yosano Tekkan

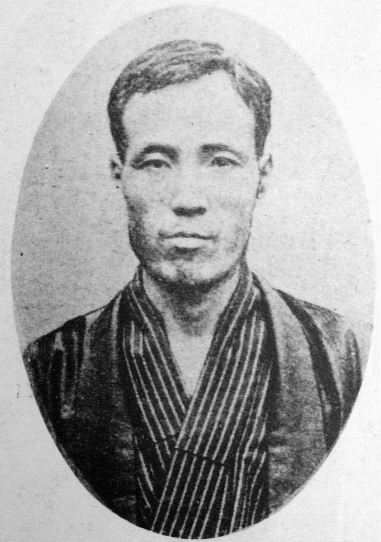
Yosano Tekkan, 1933/34

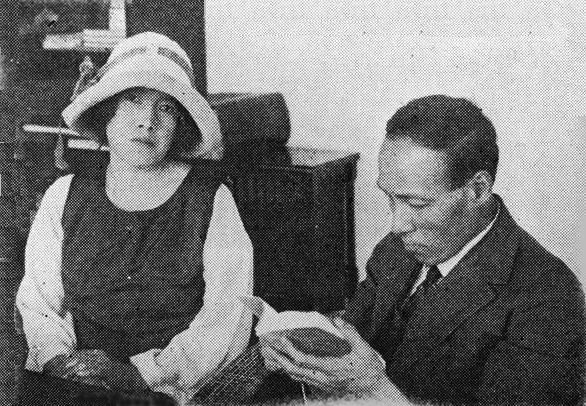
Yosano Tekkan mit seiner Frau, der Schriftstellerin Akiko Yosano

Yosano Tekkan (japanisch 与謝野 鉄幹, wirklicher Name: Yosano Hiroshi (与謝野 寛); * 26. Februar 1873 in Kyōto; † 26. März 1935) war ein japanischer Schriftsteller.

## Leben
Yosano kam als Lyriker aus der Bewegung zur Erneuerung der Tanka-Dichtung um den Schriftsteller Ochiai Naobumi. Eine Sammlung eigener Tankas veröffentlichte er 1896 unter dem Titel Tōzai Nanboku (東西南北). 1899 gründete er die Lyrik-Zeitschrift Myōjō (明星), in der Gedichte im romantischen Stil veröffentlicht wurden und die bis 1908 bestand. 1901 heiratete er die Lyrikerin Yosano Akiko, die ihn bei der Herausgabe seines Literaturmagazins unterstützte und dort ihre eigenen Gedichte veröffentlichte. Von Yosano erschien außerdem eine Sammlung von Literaturkritiken unter dem Titel Bokoku no on (1894). Die Grabstätten Tekkans und Akikos befinden sich auf dem Friedhof Tama in Fuchū (Präfektur Tokio). 
Der Politiker Kaoru Yosano ist sein Enkel.